# Tom Clancy’s Ghost Recon 2
Tom Clancy’s Ghost Recon 2 — игра из серии Tom Clancy’s Ghost Recon для платформ Xbox, PlayStation 2 и Nintendo GameCube.

## Геймплей
В одиночной кампании игрок принимает на себя роль лидера команды «Призраки», капитана Скотта Митчелла. Митчелл охарактеризован как «непревзойденный солдат», будучи ветераном нескольких вооруженных конфликтов и может использовать оружие любого класса, включая автоматы, карабины, пистолеты-пулемёты, снайперские винтовки и многое другое. В нескольких миссиях игрок один и должен выполнять задания без помощи других членов команды. В нескольких миссиях игроку будет оказываться помощь в виде воздушных ударов, которые он может вызвать.

## Мультиплеер
Есть несколько вариантов многопользовательского режима: в кооперативном режиме игроки должны работать вместе для достижения одной цели. В режиме гарнизона игроки должны держать вражеские войска на выделенной области в течение определённого времени.
Состязательные режимы делятся на две категории: «Соло», где игроки работают отдельно, обычно друг против друга, и «Отряд», где игроки делятся на противоположные команды.

## Сюжет
Версия игры на PlayStation 2 и GameCube полностью отличается от сюжета версии Xbox. Он также периферически связан с сюжетом Splinter Cell: Chaos Theory.

### PlayStation 2/GameCube (2007:First Contact)
В июле 2007 года Северная Корея переживает тяжелые беспорядки в результате тяжелого голода, разразившегося в стране. Чтобы по крайней мере восстановить ущерб, правительство перенаправляет большую часть военного бюджета на гражданские проекты. Перепрограммирование средств возмущает команду Корейской народной армии, в результате чего генерал Юнг Чонг-сол запланировал переворот против правительства и ставит военных в боевую готовность по демилитаризированной зоне. Поскольку ракета Silkworm потопила корабль разведки ВМС США USS «Лоуренс Уолш» (CG-80), отправленная из северокорейской ракетной батареи, США решают развернуть команду «Призраки» и атаковать северо-корейские береговые линии. Миссии включают в себя набег на северокорейскую авиабазу, движение после уничтожения транспорта OH-58 Kiowa и предотвращение плана Юнга взорвать плотину только вверх по течению от демилитаризированной зоны. Дав северокорейцам достаточного урона, Пхеньян отступил.
Однако четыре месяца спустя один из подчиненных Юнга генерал Пайк активирует ракету Taepodong-2, заряженную несколькими ядерными боеголовками, и готовится запустить их против Южной Кореи и стран НАТО. «Призраки» отправляются обратно в Северную Корею, чтобы уничтожить ракету. С уничтожением ракеты Пайк совершает самоубийство, в то время как Юнг замышляет месть.

### Xbox (2011:Final Assault)

Обложка версии Xbox

Оправившись от неудач первой игры, Юнг снова возглавил КНА и получил доступ к северокорейскому ядерному арсеналу. Теперь, готовясь к мести, Юнг готовится начать новую войну в Корее и вовлечь другие азиатские страны в хаос. НАТО, США и Австралия развертывает миротворческие силы в регионе. «Призраки» возвращаются в театр боевых действий в третий раз и наносят ущерб северокорейским силам. Будучи преисполненым решимости бороться с Западом и раскалывать инакомыслие среди северокорейского населения, Юнг атакует некоторые из крупнейших городов Северной Кореи, такие как Синпхо и Хесан. С ударами «Призраков», подрывающих у северокорейцев топливные грузы, Юнг становится более отчаянным в победе в войне, и в одной миссии «Призракам» приходится захватывать три ядерных боеголовки из поезда, прежде чем они достигнут населённых пунктов в мирных районах.
Последним из вариантов Юнг ведет захват плотины рядом с Гамбургом и устанавливает ядерную боеголовку. «Призраки» атакуют еще раз, чтобы остановить угрозу и уничтожить генерала.

## Дополнения

### Ghost Recon 2: Summit Strike
Tom Clancy’s Ghost Recon 2: Summit Strike представляет собой отдельный пакет расширения для Ghost Recon 2, доступный исключительно на Xbox. Summit Strike включает 11 новых однопользовательских миссий, а также новое оружие (например, FN SCAR) и расширенную многопользовательскую игру. Он был выпущен 2 августа 2005 года.

## Оценки
| Сводный рейтинг           | Сводный рейтинг | Сводный рейтинг | Сводный рейтинг |
| Издание                   | Оценка          | Оценка          | Оценка          |
| Издание                   | GC              | PS2             | Xbox            |
| ------------------------- | --------------- | --------------- | --------------- |
| GameRankings              | 48,67 %         | 63,34 %         | 82,67 %         |
| Metacritic                | 54/100          | 58/100          | 80/100          |
| Иноязычные издания        |                 |                 |                 |
| Издание                   | Оценка          | Оценка          | Оценка          |
| Издание                   | GC              | PS2             | Xbox            |
| Edge                      | N/A             | N/A             | 7/10            |
| EGM                       | N/A             | 3,67/10         | 6,33/10         |
| Eurogamer                 | N/A             | N/A             | 8/10            |
| Game Informer             | N/A             | 6,5/10          | 8/10            |
| GamePro                   | N/A             | N/A             | [ 19 ]          |
| GameRevolution            | N/A             | N/A             | B−              |
| GameSpot                  | 5,3/10          | 5,3/10          | 8,5/10          |
| GameSpy                   | N/A             | [ 24 ]          | [ 25 ]          |
| GameZone                  | 4,5/10          | 6,2/10          | 9/10            |
| IGN                       | 6/10            | 6/10            | 8,8/10          |
| Nintendo Power            | 2,7/5           | N/A             | N/A             |
| OPM                       | N/A             | [ 33 ]          | N/A             |
| OXM                       | N/A             | N/A             | 9/10            |
| Detroit Free Press        | N/A             | N/A             | [ 35 ]          |
| The Sydney Morning Herald | N/A             | [ 36 ]          | [ 37 ]          |

Игра «Ghost Recon 2» была встречена с положительным и очень смешанным приемом. GameRankings и Metacritic дали ему оценку 82,67% и 80 из 100 для версии Xbox; 63,34% и 58 из 100 для версии PlayStation 2; и 48,67% и 54 из 100 для версии GameCube.
Игра была подвергнута критике со стороны правительства Северной Кореи за её сюжетную линию.